# Fântânele, Sălaj
Fântânele este un sat în comuna Dragu din județul Sălaj, Transilvania, România.

## Atestare documentară
Apare în documente doar din primele decenii ale secolului al XX-lea. În 1913 este atestată documentar cu denumirea  Tövises (Drág), iar în 1930 este consemnată în documente ca Făgădaua.

## Imagini

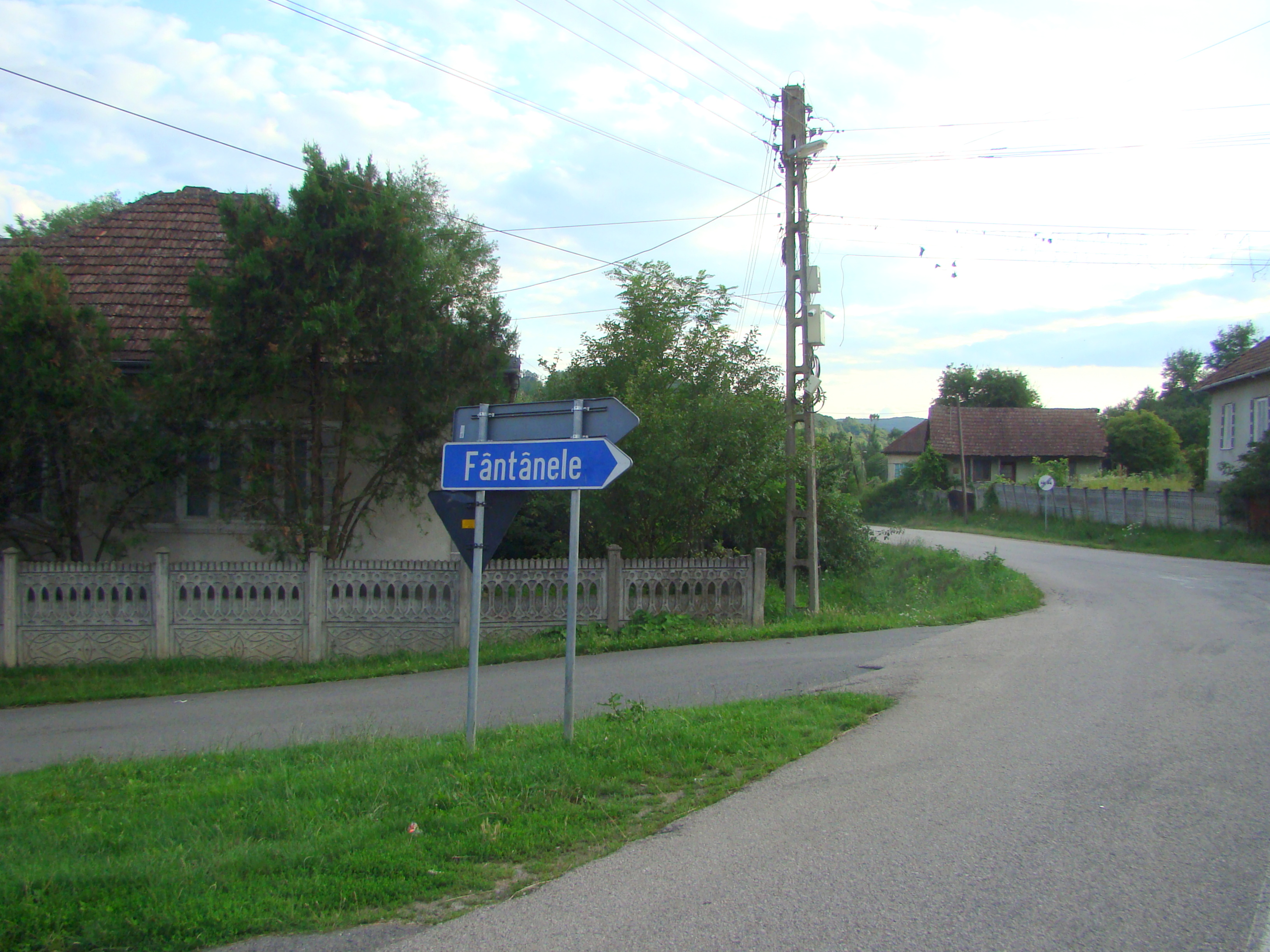
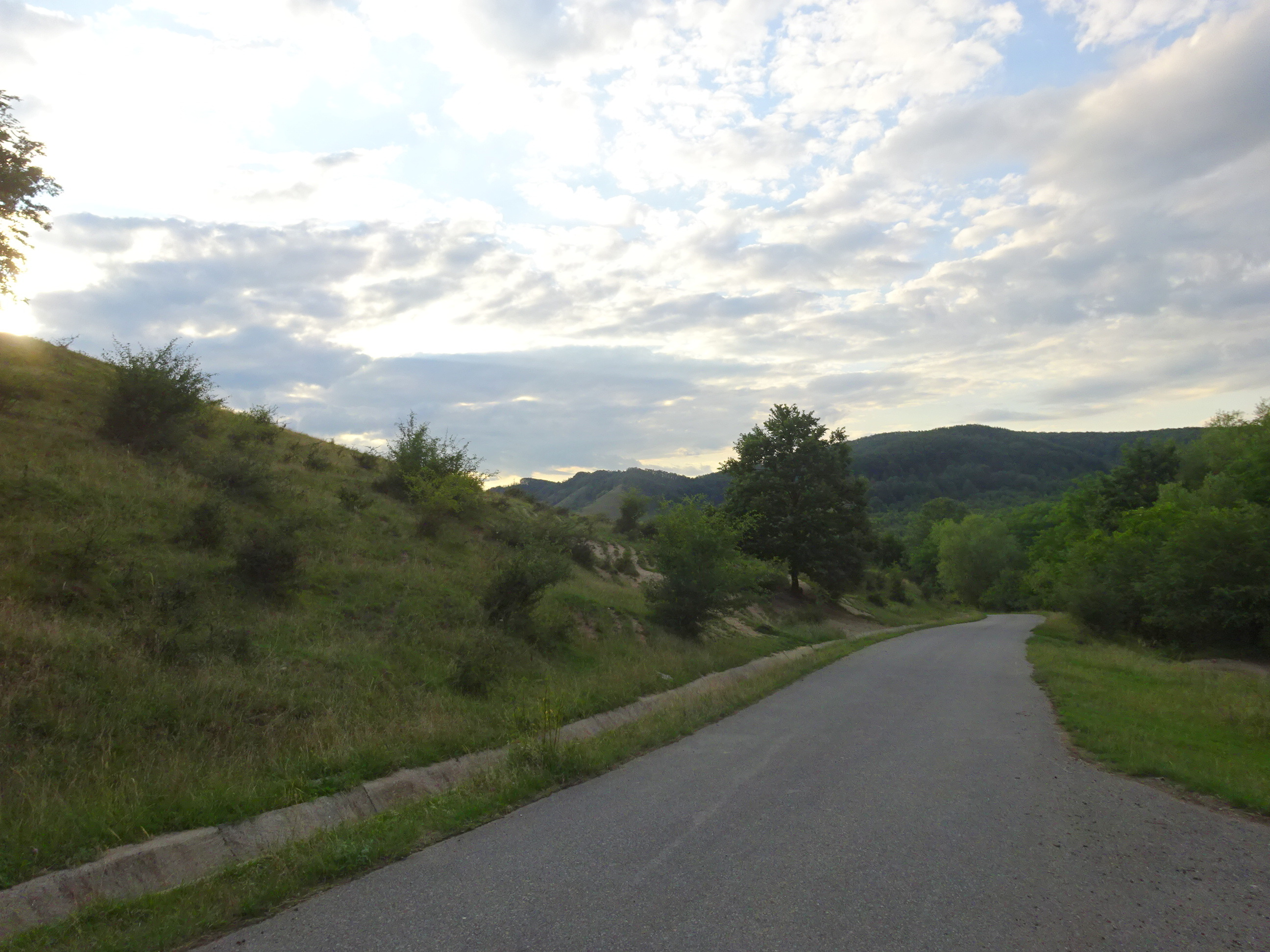
Drumul spre satul Fântânele
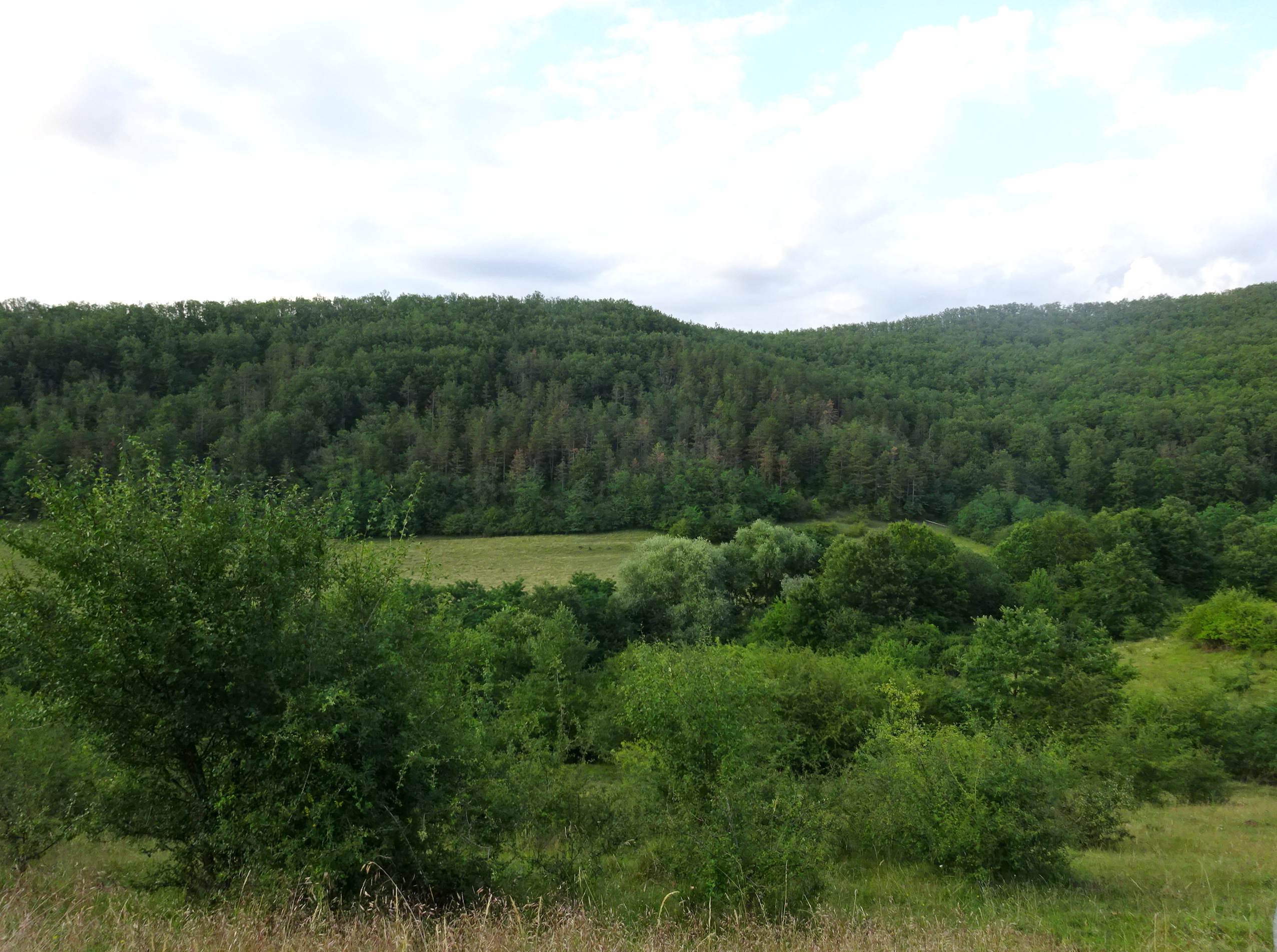
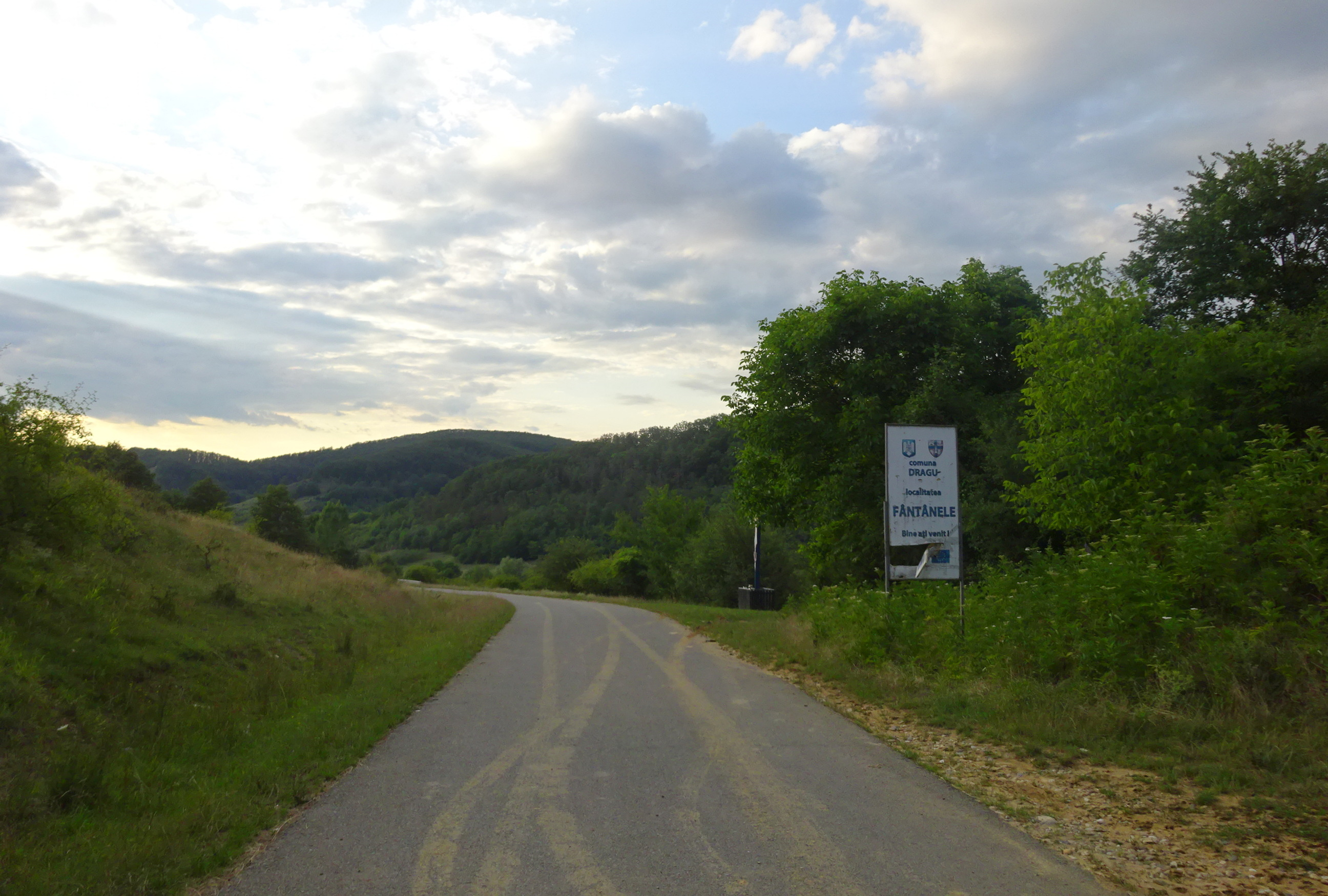
Intrarea în localitate
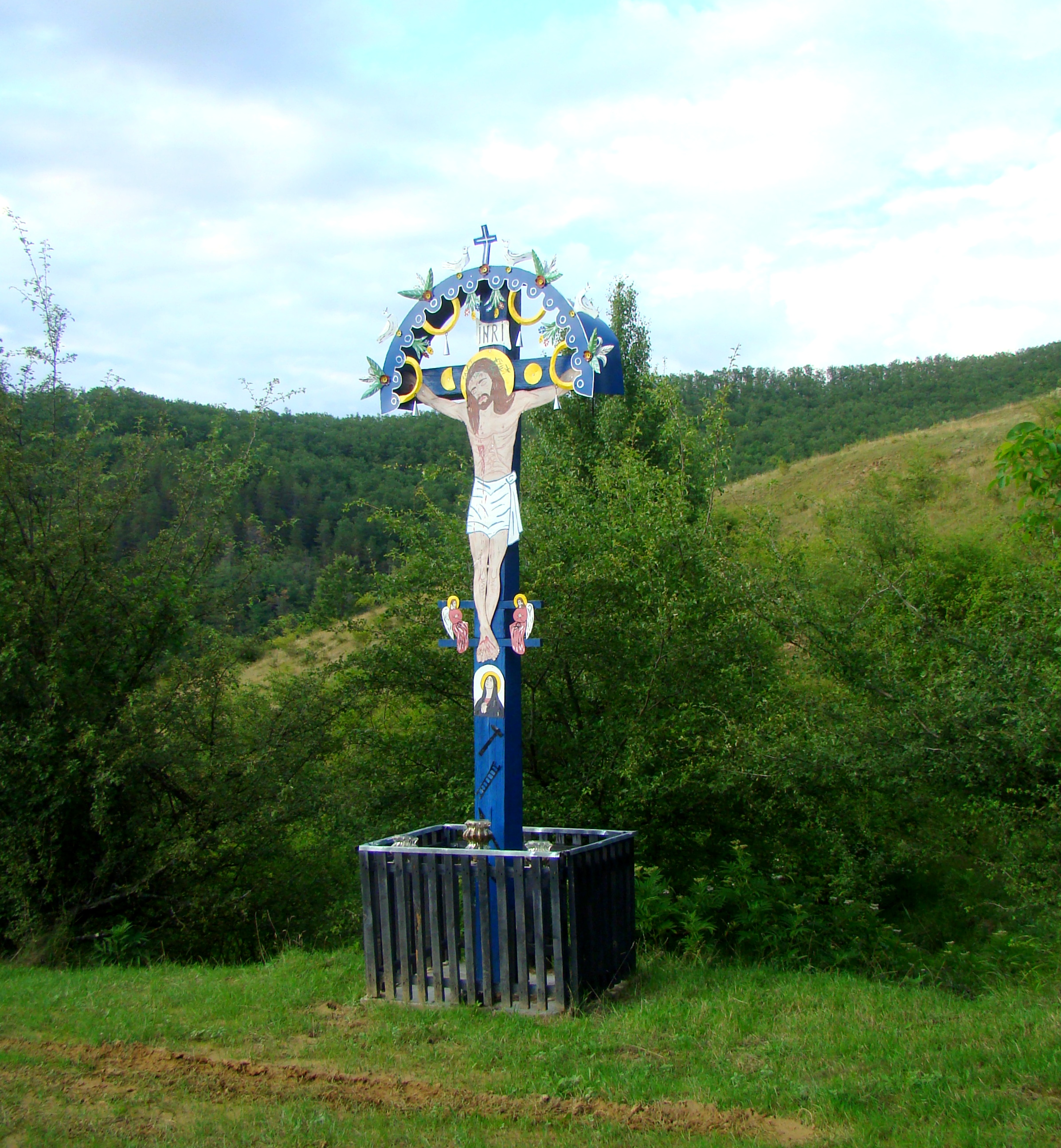
Troița
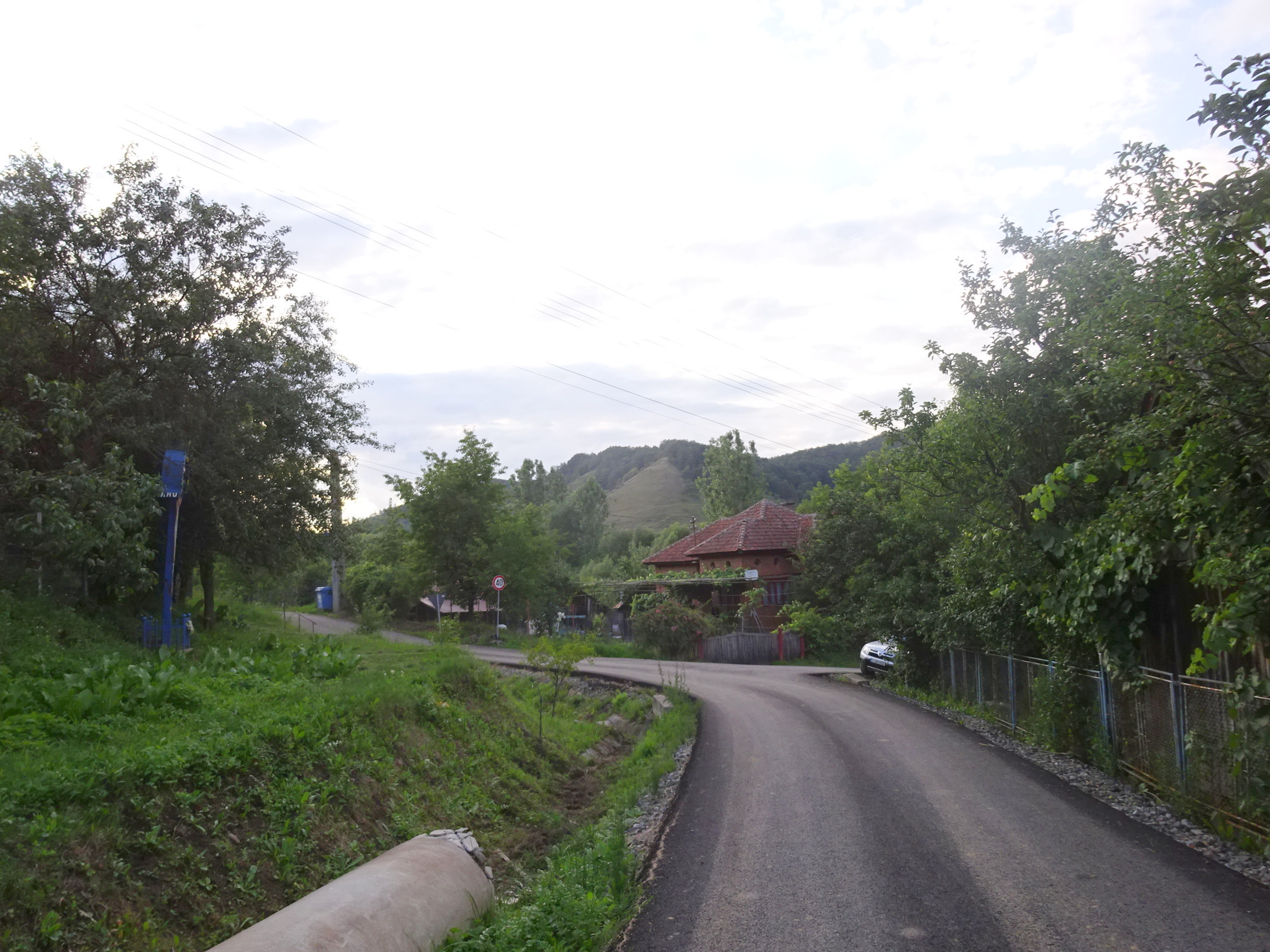
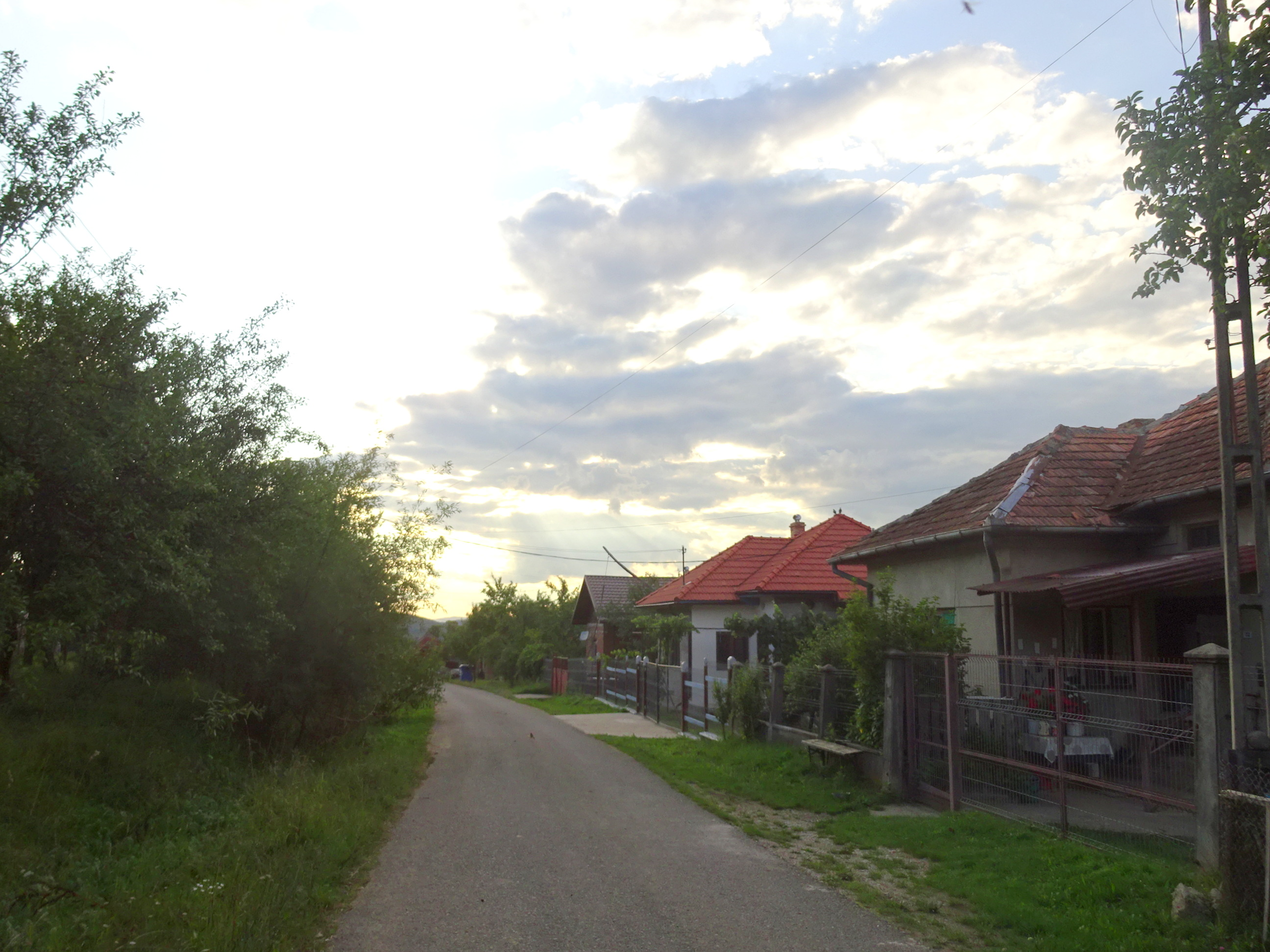
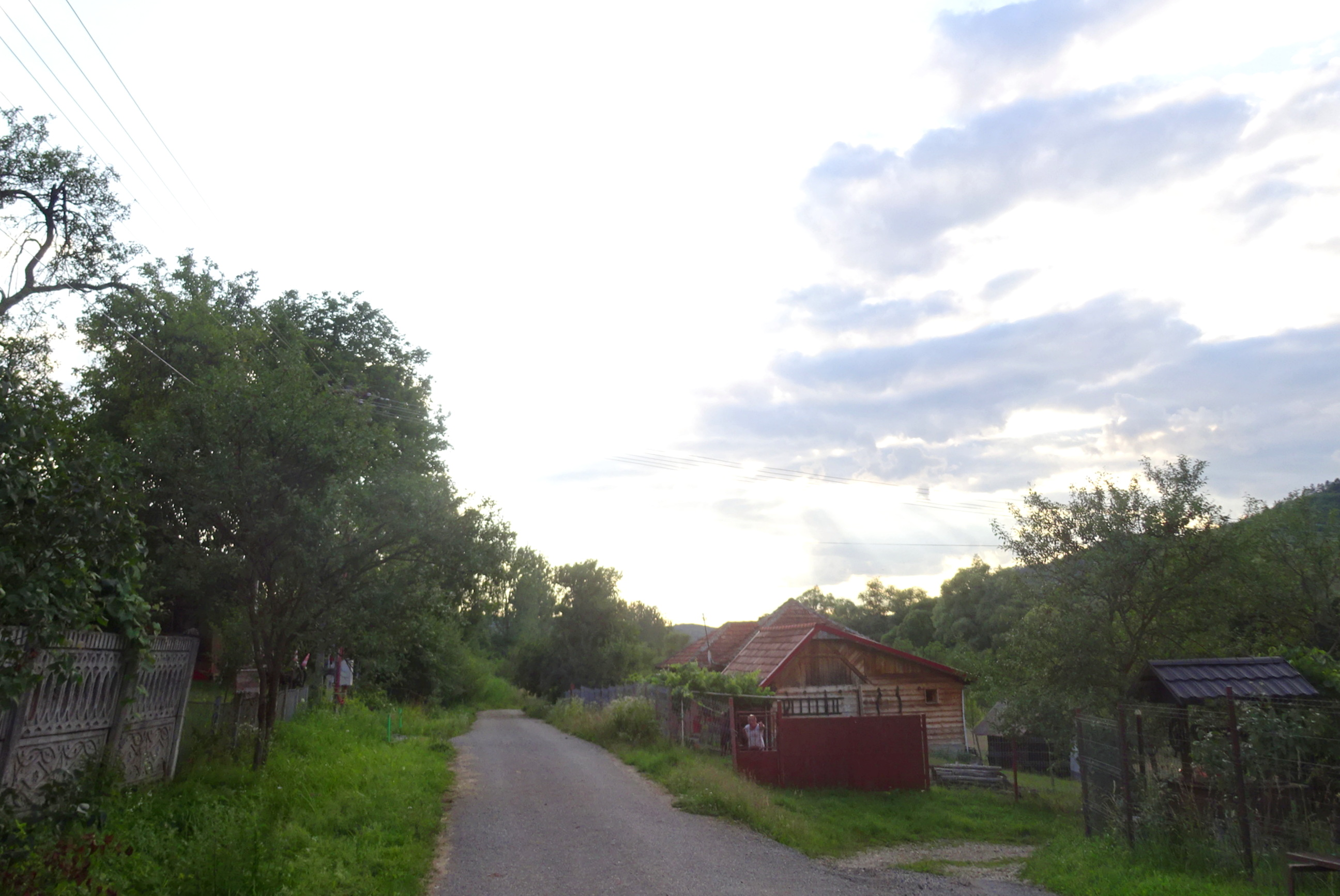
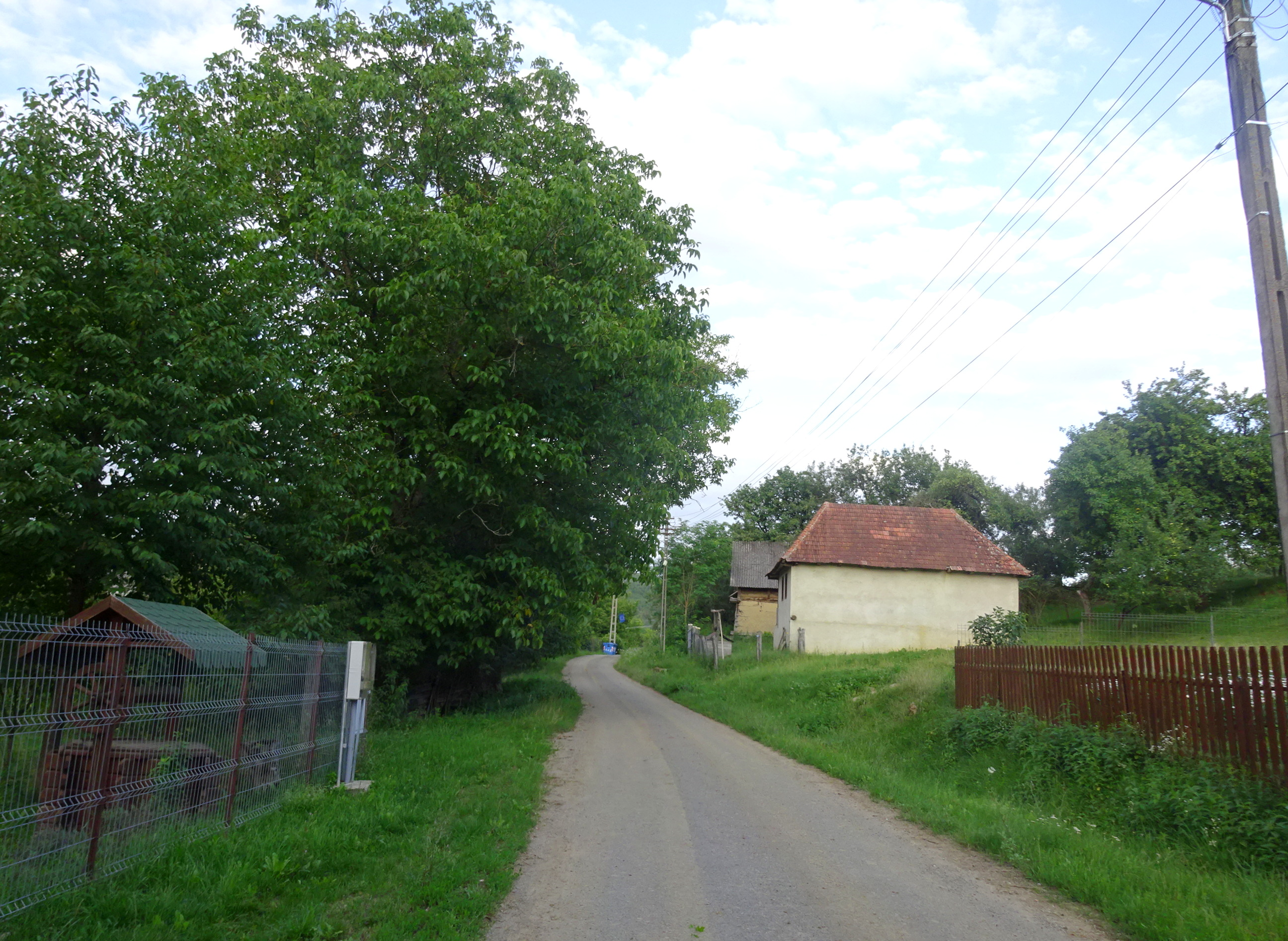
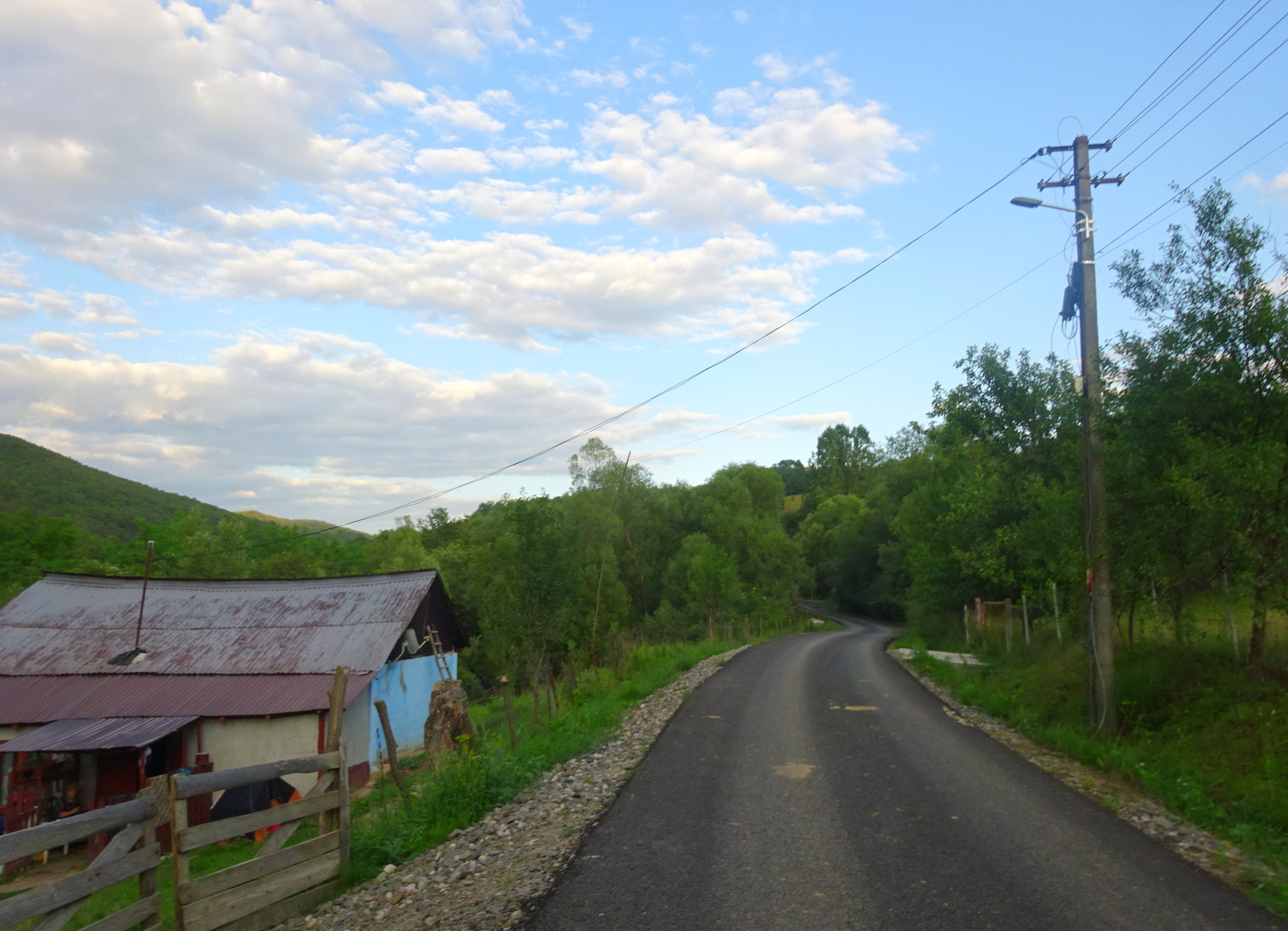
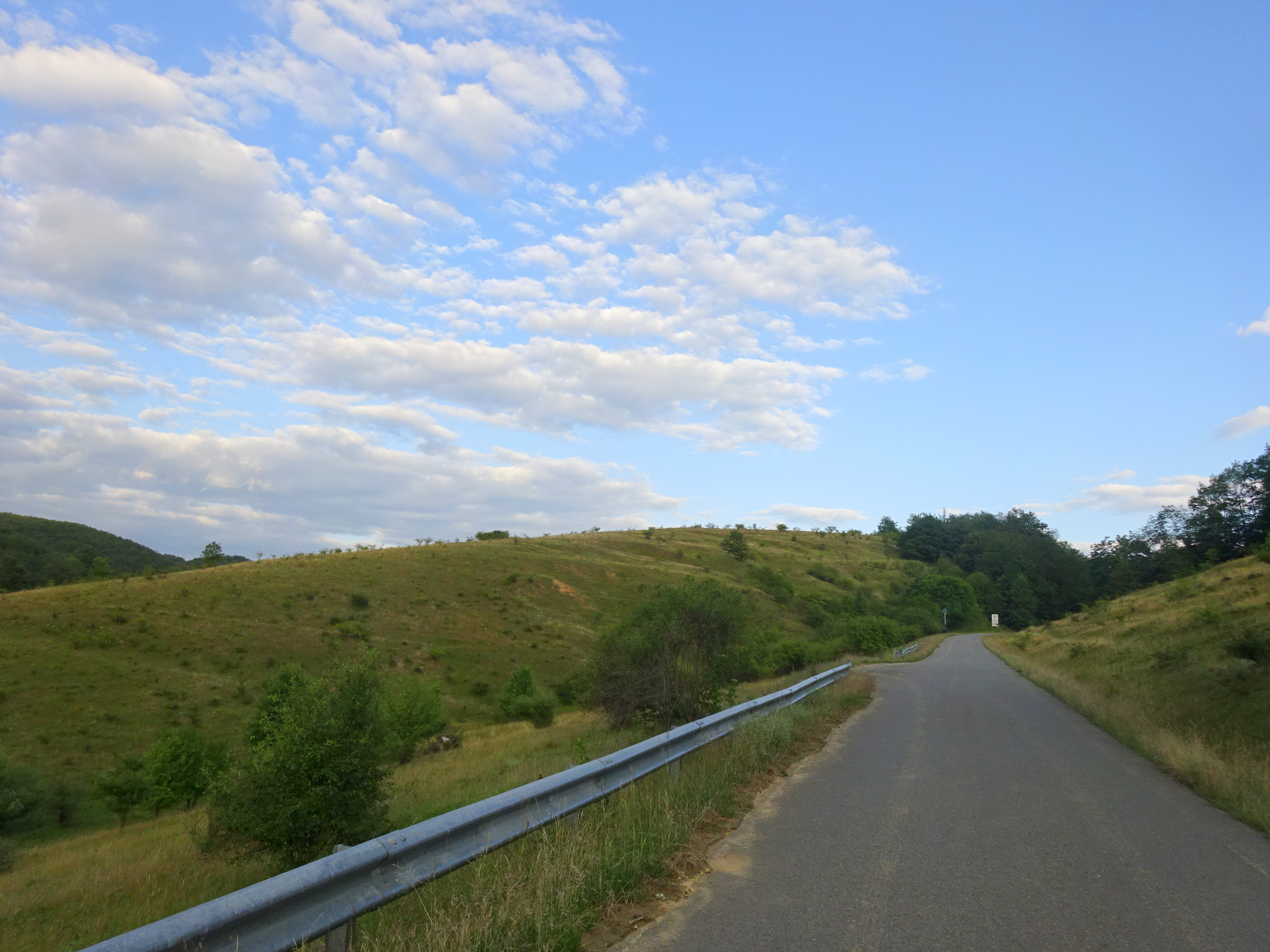
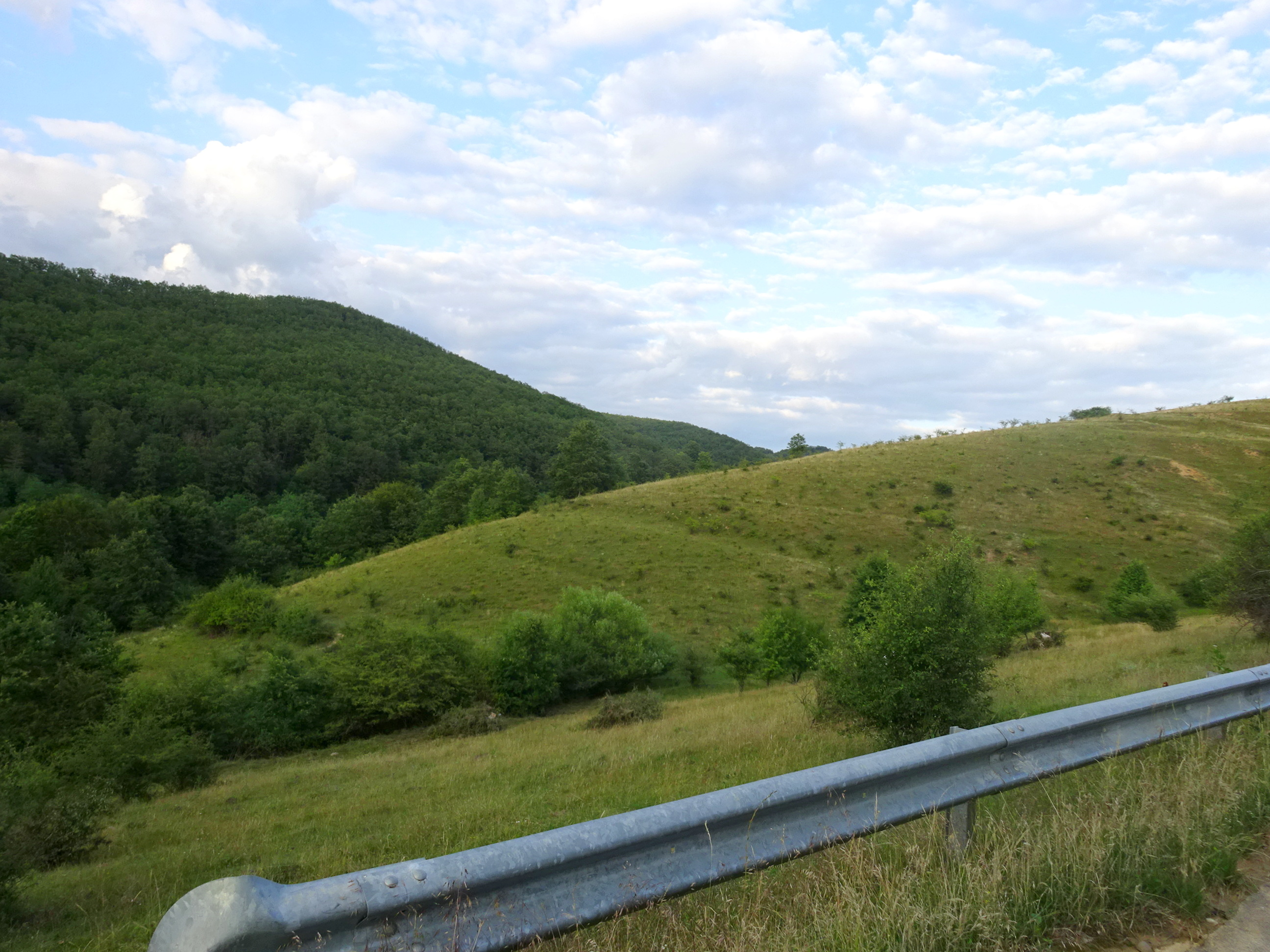